# Volver a vivir
Pour plus de détails, voir Fiche technique et Distribution.
Volver a vivir (italien : Grazie amore mio) est une comédie hispano-italien réalisé par Mario Camus et sorti en 1968.

## Synopsis
Luis Rubio, un ancien footballeur en crise, est appelé à entraîner une équipe de football de serie C (la Santander).
Les premiers succès commencent à arriver et Luis tombe amoureux de María, la femme d'un dirigeant.

## Fiche technique
- Titre original espagnol : Volver a vivir[1] (litt. « Retour à la vie »)
- Titre italien : Grazie amore mio[2] (litt. « Merci mon amour »)
- Réalisateur : Mario Camus
- Scénario : Mario Camus, Miguel Rubio
- Photographie : Juan Julio Baena
- Montage : Jolanda Benvenuti (it)
- Musique : Angelo Francesco Lavagnino
- Décors : Antonio Cortés et Arrigo Equini
- Sociétés de production : Meteor Film (Rome), Producciónes Cinematográficas D.I.A. (Madrid)
- Pays de production :  Espagne -  Italie
- Langues originales : espagnol
- Format : Couleurs par Eastmancolor - 2,35:1 - Son mono - 35 mm
- Durée : 90 minutes
- Genre : comédie
- Dates de sortie :
  - Espagne : 12 février 1968
  - Italie : 7 janvier 1973

## Distribution
- Raf Vallone : Luis Rubio
- Lea Massari : Maria
- Alberto de Mendoza : Garrido
- Carlos Otero : Moro
- Marcelo Arroita-Jáuregui : Président du Club Calcistique
- Luis Peña : Andrés Medina
- Manuel Zarzo : Sierra